# 消化系統的息肉
消化系統的息肉指的是初期會影響消化系統的息肉，種類包含：
- 食道癌（esophageal cancer）
- 胃癌（gastric cancer）
- 小腸癌（small intestinal cancer）
- 大腸癌（colorectal cancer）
- 肛門癌（anal cancer）[1]